# Charles Stourm
Pour les articles homonymes, voir Stourm.
Charles Stourm est un homme politique français né le 17 juillet 1866 à Bourg-la-Reine (Hauts-de-Seine) et décédé le 4 février 1940 à Dol-de-Bretagne (Ille-et-Vilaine).

## Biographie
Marie Charles Stourm est le fils de l'économiste René Stourm et le petit-fils de Charles Lefébure de Fourcy, il est élève de Saint-Cyr et enseigne au cadre noir de Saumur comme chef d'escadron de cavalerie. Il quitte l'armée avec le grade de chef d'escadron et s'installe à Dol-de-Bretagne, où il a d'importants domaines. Conseiller général du canton de Dol-de-Bretagne de 1920 à 1940, il est maire de Dol-de-Bretagne et sénateur d'Ille-et-Vilaine de 1932 à 1940, inscrit au groupe de l'Union républicaine. Membre de la commission de la marine, son activité parlementaire est très faible.
Il est élu sénateur d'Ille-et-Vilaine au troisième tour en juin 1932 à 547 contre 534 voix pour Jean Lemaistre puis réélu deuxième tour des élections sénatoriales du 16 octobre 1932. 
Il se marie en 1923 à Dol avec Marie Gasnier-Duparc et devient donc le beau-frère du sénateur Alphonse Gasnier-Duparc. Il est également le frère de Marie-Gabriel Stourm, chevalier de la Légion d'Honneur et l'oncle de Louis Leprince-Ringuet et de Mgr René-Louis Stourm. 

## Récompense
Chevalier de la Légion d'honneur (décret du 8 novembre 1920)

## Sources
- « Charles Stourm », dans le Dictionnaire des parlementaires français (1889-1940), sous la direction de Jean Jolly, PUF, 1960 [détail de l’édition]